# 徐嗣徽
徐 嗣徽（じょ しき、生年不詳 - 556年）は、南朝梁の軍人。本貫は高平郡。

## 経歴
前半生は知られていない。梁の羅州刺史に任じられた。大宝2年（551年）、湘東王蕭繹の命を受けて、巴陵で王僧弁と合流し、侯景の乱平定に参戦した。
後に鎮北将軍・譙秦二州刺史に任じられた。紹泰元年（555年）10月、征北大将軍の号を受けた。任約とともに挙兵し、石頭城を占拠した。12月、采石に入り、北斉の援軍を迎え入れた。紹泰2年（556年）2月、任約とともに采石戍を襲撃し、戍主の明州刺史張懐鈞を捕らえた。3月、徐嗣徽と任約は北斉の蕭軌・厙狄伏連・堯難宗・東方老・裴英起・独孤辟悪・李希光らと合流して、柵口に進出し、梁山に向かったが、帳内盪主の黄叢の迎撃を受けて敗れた。6月、陳霸先に敗れて捕らえられ、弟の徐嗣宗とともに斬られた。